# Khu bảo tồn chim di trú Gros-Mécatina
Khu bảo tồn chim di trú Gros-Mécatina (tiếng Pháp: Refuge d'oiseaux de Gros Mécatina)  là một khu bảo tồn ở tỉnh Québec, Canada. Nó bao gồm bốn hòn đảo và một rạn san hô ở vịnh Saint Lawrence là nơi làm tổ quan trọng của nhiều loài chim biển.

## Vị trí
Khu bảo tồn chim Gros-Mécatina nằm trong vịnh Saint Lawrence thuộc đô thị Gros-Mécatina, làng Mutton Bay và bãi biển Ha! Ha!. Khu bảo tồn bao gồm bốn hòn đảo và một rạn san hô - đảo Plate, Trois Collines, Marmettes và Rochers aux Marmettes. Vùng nước ven biển xung quanh các đảo và rạn san hô trong vòng bán kính 1 kilômét (0,62 mi) cũng được bảo vệ có tổng diện tích 2.168 hécta (5.360 mẫu Anh).
Một phần địa hình các đảo của nó là đá trơ trọi, phần còn lại bao phủ bởi hệ thực vật nam việt quất, dâu cloudberry, rêu và địa y. Khu vực thủy triều ở cửa sông Gros Mécatina và Véco nằm ngoài địa phận quản lý của đô thị Gros-Mécatina cũng là một phần của khu bảo tồn.

## Bảo tồn
Nó là một khu bảo tồn chim di trú được xếp loại IUCN Ia (mức bảo tồn nghiêm ngặt) từ năm 1996. Mục đích của nó là bảo vệ nơi làm tổ của một số loài chim biển quý hiếm. Bộ Tài nguyên và Động vật Hoang dã Liên bang là đơn vị chủ quản tuân theo Đạo luật về Động vật hoang dã của Canada, Đạo luật Công ước về Chim di trú và một số quy định khác.

## Động vật hoang dã
Có thời điểm đây là nơi làm tổ của hàng ngàn con chim uria nhưng do hoạt động thu nhặt trứng và săn bắn trái phép nên đến năm 2010, chỉ có 12 cá thể loài chim này trong khu bảo tồn. Phổ biến nhất trong khu bảo tồn này là nhạn biển với 1.800 con được thống kê vào năm 2005. Một số loài khác hình thành nhóm trên các đảo bao gồm Hải âu cổ rụt Đại Tây Dương, chim uria đen, chim Alca, mòng biển cá trích châu Mỹ, mòng biển lớn lưng đen, mòng biển xira chân đen, cốc đế, cốc hai mào.